# Shohreh Solati
Fatemeh Solati Nayebi (Perzisch: فاطمه صولتی نایبی - Teheran, 4 januari 1959), beter bekend onder haar artiestennaam Shohreh Solati, is een Iraans zangeres. Ze zingt al vanaf haar zevende levensjaar en heeft gestudeerd aan het conservatorium van Teheran. Sinds de Islamitische Revolutie in Iran heeft ze haar muziekcarrière in ballingschap voortgezet vanuit de Verenigde Staten.

## Discografie

### Singles
| Jaar | Titel                  | Opmerkingen                              |
| ---- | ---------------------- | ---------------------------------------- |
| 1976 | Dokhtar-e-Mashreghi    |                                          |
| 1984 | Telesm                 | met Shahram Shabpareh                    |
| 1987 | Salam                  |                                          |
| 1987 | Sheytoonak             |                                          |
| 1989 | Yeki Yekdooneh         | met Shahram Solati                       |
| 1990 | Mix                    |                                          |
| 1990 | Marmar                 | met Dariush Eghbali, Ebi en Farzin       |
| 1991 | Gereftar               |                                          |
| 1991 | Sedaye Paa             |                                          |
| 1992 | Khatereh 7             | met Moein                                |
| 1992 | Ham Nafas              |                                          |
| 1993 | Jaan Jaan              |                                          |
| 1993 | Sekeh Tala             | met Shahram Solati en Hassan             |
| 1993 | Mehmoon                | met Martik                               |
| 1994 | Panjereha              | met Shahram Solati                       |
| 1994 | Zan                    |                                          |
| 1996 | Joomeh Be Joomeh       |                                          |
| 1996 | Nemizaram Beri         | met Shahram Solati en Hassan Sattar      |
| 1996 | Ghesseh Goo            |                                          |
| 1996 | Love Songs 1           |                                          |
| 1999 | Aksaasho Paareh Kardam |                                          |
| 1999 | Sayeh                  |                                          |
| 2000 | Hekayat 5              | met Masoud Fardmanesh                    |
| 2001 | Atr                    |                                          |
| 2002 | Safar                  |                                          |
| 2003 | Pishooni               |                                          |
| 2004 | Yaram Koo?             | met Faramarz Aslani en Siavash Ghomeishi |
| 2005 | Havas                  |                                          |
| 2008 | Ashegham               |                                          |